# كلية الحقوق جامعة الأزهر غزة
تأسست كلية الحقوق في جامعة الأزهر - غزة سنة 1991 تحت اسم كلية الشريعة والقانون باعتبارها إحدى الكليتين اللتين تكوّنت منهما جامعة الأزهر في غزة منذ انطلاقها مع كلية التربية، والهدف الأساسي لإنشاء كلية الحقوق هو إتاحة الفرصة أمام الشباب الفلسطيني لمواصلة الدراسة في التعليم الجامعي المتخصص في مجال الحقوق داخل الوطن، كي يتمكن أبناؤه من الدفاع عنه، وتطويره بإرساء مبادئ العدالة بأوسع معانيها تمسكا بمبدأ سيادة القانون.
بدأت الكلية مسيرتها التعليمية على نهج كلية الشريعة والقانون حيث كانت مدة الدراسة فيها خمس سنوات ولكن مقتضيات المصلحة العامة ولا سيما حاجة المجتمع إلى المتخصصين في الدراسات القانونية تحولت في العام 1993 إلى كلية الحقوق وأصبحت مدة الدراسة فيها أربع سنوات، وقد خرّجت كلية الحقوق طلبة متخصصين في الدراسات القانونية وتتابع وهم اليوم يحتلون مختلف المواقع والانشطة في المجتمع في مجالات القضاء والنيابة والمحاماة والاستشارات القانونية ومختلف الاجهزة الأمنية.
إنّ كلية الحقوق في جامعة الأزهر مؤسسة أكاديمية تحمل العديد من الرسائل وتعمل جاهدة على تحقيقها سواء على الصعيد الوطني أو على الصعيد العلمي أو على صعيد بناء الطالب وإعداده للمستقبل.
في شهر 9 من عام 2015م قامت إدارة جامعة الأزهر في غزة بنقل مقر كلية الحقوق إلي قرية المغراقة وهذا أدي إلي رفض الطلاب لهذا القرار الجائر وخروج الطلاب في مضاهرات واعتصامات في الجامعة.

## مظاهرات الطلاب رفضا لنقل مقر الكلية إلي المغراقة
تظاهر طلاب في كلية الحقوق في جامعة الازهر بمدينة غزة، يوم الأربعاء 1\9\2015م، ضد ادرة الجامعة احتجاجا علي نقل كلية الحقوق الي المبني الجديد في بلدة المغراقة.
ووصف المتظاهرون قرار إدارة الجامعة بـ"الجائر"، ورددوا هتافات تطلب إدارة الجامعة بالعدول عن القرار لأنه ضد مصلحه الطالب وسيؤدي إلى تهميش الكلية.
وأعلن نادي كلية الحقوق ان هذه الاحتجاجات ستبقي مستمرة إلي حين الموافقة على مطالب الطلبة.
وكانت إدارة الجامعة قد دعت الي التفاوض مع بعض الطلبة الا انه تم رفض هذا الطلب حيث ان الطلاب طالبوا رئيس الجامعة بالنزول الي الساحة لمواجهة الطلبة وان يكون التفاوض بشكل مباشر ومع جميع الطلبة.
ولكن تم نقل الكلية إلي المقر الجديد في المغراقة وتجاهلت الجامعة مطالب الطلاب.

## التخصصات في كلية الحقوق جامعة الأزهر
الدرجات التي تمنحها الكلية:-
1. بكالوريوس القانون بالعربية.
2. بكالوريوس القانون بالإنجليزية.
3. ماجستير القانون العام.
4. ماجستير القانون الخاص.